# Línea 125 (EMT Madrid)
La línea 125 de la EMT de Madrid une la Glorieta del Mar de Cristal con el Hospital Ramón y Cajal.

## Características
La primera línea 125 que existió en la red de la EMT empezó a circular el 17 de abril de 1980 entre la Glorieta de Cuatro Caminos y la Colonia Virgen de Begoña (Fuencarral-El Pardo), heredando el recorrido de una línea periférica municipalizada, la P-25 que discurría entre Pl Castilla - Colonia Virgen de Begoña, con ramal: De Virgen de Aranzazu a Virgen de Begoña y Cuatro Caminos y que estaba explotada por la empresa TRAPSA.
La línea 125 discurría entre Cuatro Caminos, Bravo Murillo, Pl. Castilla, Av. Generalísimo Franco (actual Pº de la Castellana), Melchor Fernández Almagro, Herederos de Nava, en donde había una bifurcación al tomar por un lado la calle Ángel Mújica y por la otra San Dacio.
Unos años más tarde, se recuperó este número en la red para asignárselo a una línea que conecta Hortaleza, Manoteras y Pinar de Chamartín con su hospital de referencia atravesando vías principales, además de conectar en Mar de Cristal con la línea 153, que sirve a vecinos de otros distritos y barrios que también tienen este hospital como centro de referencia.

### Frecuencias
| Lunes a viernes laborables |               |
| De 7:00 a 21:00            | 6-12 minutos  |
| De 21:00 a 23:00           | 12-20 minutos |
| Sábados laborables         |               |
| De 7:00 a 8:00             | 17-26 minutos |
| De 8:00 a 22:00            | 16-18 minutos |
| De 22:00 a 23:00           | 18-22 minutos |
| Domingos y festivos        |               |
| De 7:00 a 9:00             | 17-27 minutos |
| De 9:00 a 22:00            | 16-18 minutos |
| De 22:00 a 23:00           | 16-22 minutos |

## Recorrido y paradas

### Sentido Hospital Ramón y Cajal
Partiendo de la glorieta del Mar de Cristal, donde tiene enlace con la red de Metro de Madrid y varias líneas de autobús urbanas, la línea se dirige por la calle Ayacucho hasta la glorieta de Sandro Pertini. En esta glorieta sale por la calle Valdetorres de Jarama, que recorre entera hasta la plaza de Los Santos de la Humosa, donde toma la avenida de San Luis, que recorre durante varias manzanas hasta girar a la derecha por la calle de Arturo Soria.
Circula por esta calle hasta el final, donde sale a la autopista M-11 en dirección al nudo de Manoteras, nudo en el que sigue por la autopista M-30 para continuar poco después por la autovía M-607, por la que circula brevemente para desviarse hacia el Hospital Ramón y Cajal en la primera salida. Entra al recinto hospitalario por el tramo de la calle San Modesto que transcurre paralelo a la vía del ferrocarril, teniendo su cabecera junto a la entrada principal del hospital.
| Código | Parada                                  | Común con      | Conexiones con Metro y Cercanías | Otros |
| ------ | --------------------------------------- | -------------- | -------------------------------- | ----- |
| 24     | MAR DE CRISTAL                          | 112            | Mar de Cristal                   |       |
| 479    | Ayacucho                                | 120            |                                  |       |
| 480    | Sandro Pertini                          | 87 120 172     |                                  |       |
| 481    | Valdetorres de Jarama-Sandro Pertini    | 120 172        |                                  |       |
| 483    | Valdetorres de Jarama-Ángel Luis Herrán | 120 172        |                                  |       |
| 485    | Valdetorres de Jarama-Rogelio Muñoz     | 120 172        |                                  |       |
| 487    | Santos de la Humosa                     | 120 172        |                                  |       |
| 4931   | San Luis-Santos de la Humosa            | 107 172        |                                  |       |
| 1844   | San Luis-Solsona                        | 107 172        |                                  |       |
| 1842   | Colonia Pinar del Rey                   | 107 172        |                                  |       |
| 5338   | San Luis-Estación Hortaleza             | 107 172        |                                  |       |
| 1840   | San Luis-Añastro                        | 107            |                                  |       |
| 1838   | San Luis-Almanzora                      | 107            |                                  |       |
| 504    | San Luis-Mesena                         | 7 107          |                                  |       |
| 134    | San Luis-Arturo Soria                   | 29 129 150 158 |                                  |       |
| 136    | Arturo Soria-Cultura                    | 29 129 150     |                                  |       |
| 138    | Pinar de Chamartín                      | 129 150 158    | Pinar de Chamartín               |       |
| 140    | Arturo Soria-M11                        | 129 150 158    |                                  |       |
| 4932   | Hospital Ramón y Cajal-Consultas        | 165 166 BR1    |                                  |       |
| 3270   | HOSPITAL RAMÓN Y CAJAL                  | 135 165 166    | Ramón y Cajal                    |       |

### Sentido Mar de Cristal
Desde la entrada principal al Hospital Ramón y Cajal, la línea rodea la ciudad sanitaria por las calles de Antoniorrobles y San Modesto saliendo de nuevo a la autovía M-607 a través del puente de la avenida del Cardenal Herrera Oria.
A partir de aquí el recorrido es igual a la ida pero en sentido contrario hasta la glorieta de Sandro Pertini, donde circula por la calle Arequipa en vez de Ayacucho, ya que ambas son de sentido único.
| Código | Parada                                  | Común con   | Conexiones con Metro y Cercanías | Otros |
| ------ | --------------------------------------- | ----------- | -------------------------------- | ----- |
| 3270   | HOSPITAL RAMÓN Y CAJAL                  | 135 165 166 | Ramón y Cajal                    |       |
| 3271   | Antonio Robles-Hospital Ramón y Cajal   | 135 165 166 |                                  |       |
| 4934   | Hospital Ramón y Cajal-Consultas        | 165 166     |                                  |       |
| 139    | Arturo Soria-M11                        | 129 150 158 |                                  |       |
| 137    | Pinar de Chamartín                      | 129 150 158 | Pinar de Chamartín               |       |
| 135    | Arturo Soria-Cultura                    | 29 129 150  |                                  |       |
| 4935   | Arturo Soria-Caleruega                  |             |                                  |       |
| 501    | San Luis-Arturo Soria                   | 7 107       |                                  |       |
| 503    | San Luis-Mesena                         | 7 107       |                                  |       |
| 1837   | San Luis-Almanzora                      | 107         |                                  |       |
| 1839   | San Luis-Añastro                        | 107         |                                  |       |
| 5337   | San Luis-Estación Hortaleza             | 107 172     |                                  |       |
| 1841   | Colonia Pinar del Rey                   | 107 172     |                                  |       |
| 1843   | San Luis-Solsona                        | 107 172     |                                  |       |
| 1845   | San Luis-Santos de la Humosa            | 107 172     |                                  |       |
| 2892   | Santos de la Humosa                     | 120 172     |                                  |       |
| 486    | Valdetorres de Jarama-Rogelio Muñoz     | 120 172     |                                  |       |
| 484    | Valdetorres de Jarama-Ángel Luis Herrán | 120 172     |                                  |       |
| 482    | Valdetorres de Jarama-Sandro Pertini    | 120 172     |                                  |       |
| 489    | Arequipa                                | 87 120 172  |                                  |       |
| 24     | MAR DE CRISTAL                          | 112         | Mar de Cristal                   |       |

## Galería de imágenes

Mapa de la estación de Mar de Cristal con los accesos al Metro y los recorridos de los autobuses de la EMT que pasan por ella, entre los que se encuentra la línea 125.